# Як умру, то поховайте… (Заповіт)
Заповіт — програмний вірш Тараса Шевченка у формі послання, написаний 25 грудня 1845 року в Переяславі.
Вірш є закликом до визвольної боротьби українського народу від поневолення, мав і має великий вплив на українську культуру, зокрема був покладений на музику багатьма композиторами. Перекладений близько 150 мовами народів світу.
18 квітня 2008 року в будинку, де Шевченко написав «Заповіт», відкрито Музей «Заповіту».

## Історія створення і видання

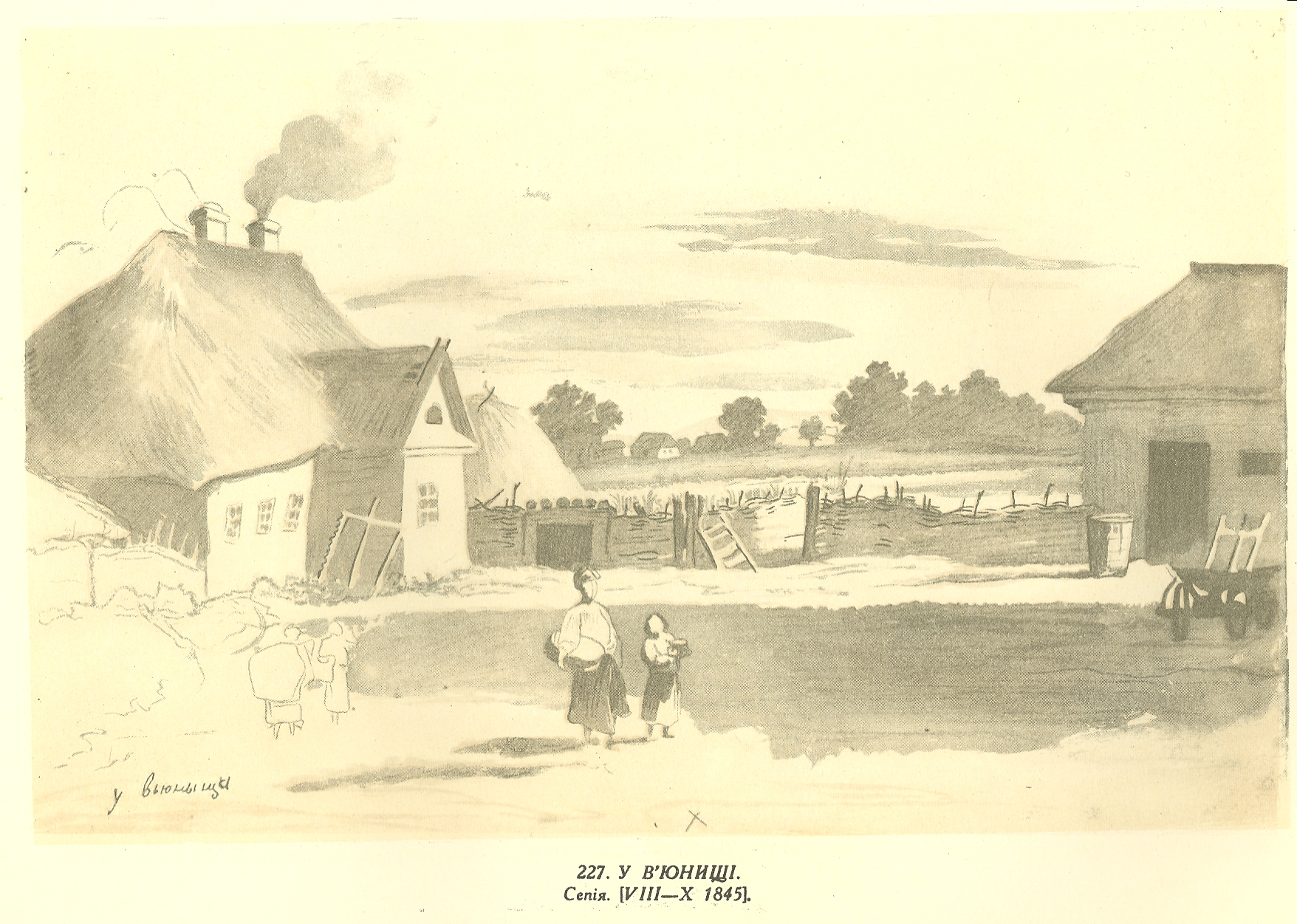
У В'юнищі. Робота Тараса Шевченка. Сепія. Серпень — жовтень 1845 року.

Листопад 1845 року видався мокрий, вітряний і холодний. Шевченкові ця погода дошкуляла дужче, ніж зазвичай, бо тоді він, працюючи в складі Археографічної комісії, мусив увесь час їздити по селах і містах, змальовувати старовинні церкви, монастирі, незвичайні будівлі.
Вранці поет виїхав із села В'юнище до Андрушіва, у дорозі змок до нитки. Весь день його морозило, і надвечір він повернувся до В'юнища зовсім хворим. Довелося злягти в чужій хаті.
Думи роєм носилися в голові, просилися на папір. Хворіючи, поет написав своє посланіє «І мертвим, і живим, і ненарожденним…», «Минають дні, минають ночі» і ще кілька ліричних творів.
Про хворобу поета дізнався його щирий приятель, переяславський лікар Андрій Козачковський і негайно ж перевіз Тараса Григоровича з В'юнища до себе у Переяслав. У хворого почалося двостороннє запалення легенів. У той час мало хто видужував від цієї хвороби. Це знав і лікар, знав і поет. Після 20 грудня хворому погіршало, становище його було майже безнадійним.
Тарас Григорович лежав у чистій, теплій, затишній кімнаті, сумно дивився у стелю і думав про свою останню годину, про долю України, про майбутнє рідного народу. В уяві виринав Дніпро, лани широкополі і села, що нагадували поетові писанку. Було боляче, що залишилися невиспіваними його думи, що гарячу, чисту, нерозтрачену любов до рідного народу доведеться забирати з собою в домовину. Ось у таку годину Шевченкові страшенно захотілося сказати народові, Україні, своїм друзям тепле щире слово, і на папері лягли рядки: «Як умру, то поховайте…».
Вірш написано на Різдво — 25 грудня 1845 року. Шевченко не знав тоді, що ця його поезія стане дуже популярною піснею, народним гімном, бойовим закликом до боротьби не тільки в його батьківщині, але й далеко за її межами. Не думав ні про славу, ні про почесті, ні про можливу кару за свої сміливі думки. Він тільки хотів — може, в останній раз — сказати народові про те, що думав, що почував. То був його заповіт.
На щастя, міцний організм переміг хворобу, і через два тижні поет уже вирушив на Чернігівщину з тим же таки завданням Археографічної комісії.
«Заповіт» пішов у люди: його переписували в десятках і сотнях примірників, передавали з рук у руки, вивчали напам'ять, аж поки твір потрапив на сторінки невеликої збірки «Новыя стихотворѣнія Пушкина и Шевченки», що була надрукована у Лейпцигу 1859 року, пізніше — у Львові (1863) та Санкт-Петербурзі (1867). Великого поширення він набув під час перевезення тіла Шевченка до України. Значна заслуга в цьому художника Григорія Честахівського, який навчив «Заповіту» багатьох із тих людей, що прийшли на Чернечу гору попрощатися з Кобзарем.
У різних списках і різних виданнях цей вірш мав різні назви: «Завіщаніє», «Заповіт», «Думка», «Остання воля». З 1867-го року за ним закріпилася назва «Заповіт».
1870 року в Чернівцях вийшла і набула поширення в Західній Європі книжка австрійського поета Йоганна Ґеорґа Обріста — «Тарас Григорович Шевченко», яка складалася з розвідки про життя і творчість Шевченка та німецьких перекладів його найбільш політично загострених творів, зокрема й «Заповіту». Саме це видання рекомендував чужоземному читачеві Михайло Драгоманов у своїй праці «Українська література, заборонена російським урядом», що вийшла друком 1878 року в Женеві французькою мовою як доповідь на Міжнародному конгресі письменників у Парижі.

## Зміст

Пам'ятник Тарасу у Дніпрі з викарбуваними словами «Заповіту»

«Заповіт» — квінтесенція творчості Шевченка періоду «Трьох літ». У ньому сфокусовано провідні ідеї, мотиви й образи гнівної музи поета-борця, Увесь твір звучить як пристрасна промова революційного трибуна, звернена до народу.
В елегійно-епічному тоні, засобами народної символіки Шевченко змальовує у перших строфах вірша поетичний образ України, зігрітий любов'ю. В наступних рядках мова стає уривчаста, схвильована — про ворогів вітчизни поет не може говорити спокійно.
Силу Шевченкового «Заповіту» одразу відчули охоронці самодержавства. Шеф жандармів і начальник третього відділу Олексій Орлов, переглядаючи рукописну збірку «Три літа», яка стала головною підставою звинувачення поета й заслання — аж на десять років, з люттю перекреслив текст «Заповіту», кваліфікувавши цей твір (та деякі інші) як рос. «в высшей степени дерзкого и возмутительного содержания».
Образ степової гори-могили великого Кобзаря став національною святинею, оспіваною поетом у його «Заповіті».
Друзі поета, його сучасники, народ свято виконали заповіт. З далекої північної столиці тіло Шевченка довго везли в Україну, не поховали й у Києві, попливло воно переповненим у повінь Дніпром далі, у край, де високі могили стоять над цією рікою. Друзі вибрали для поховання місце на Чернечій горі, звіривши велич місця із заповітними рядками, а тендітні дівочі руки, за давнім народним звичаєм, покотили віз із важкою свинцевою труною горами й долинами у довгу останню путь. Тут, на крутій горі, над самим Дніпром, і поховали.
Поставили на цій високій могилі над Дніпром дубовий хрест. У жодного правителя світу нема такої грандіозної усипальниці, якою стала над горою сама твердь небесна. Так поховав народ свого вірного сина.

## «Заповіт» у музиці

Пам'ятник Шевченковому «Заповіту» (Переяслав)

«Заповіт» став основою для музичних творів багатьох композиторів.
Цікава історія музики «Заповіту». Через сім років після смерті автора «Кобзаря» громада Львова збиралася вперше відзначити Шевченкові роковини великим концертом. Пісень на слова Шевченка тоді майже не було. Зважаючи на цю прикру обставину, львів'яни звернулися до молодого київського композитора Миколи Лисенка з проханням написати музику до «Заповіту».
Микола Віталійович охоче погодився виконати це прохання й тривалий час напружено працював, намагаючись поєднати дух шевченківської поезії зі специфікою української народної пісні. Напередодні сьомих роковин від дня смерті поета він надіслав свій твір до Львова. Це був його перший оригінальний твір. У виконанні збірного хору львівської громади «Заповіт» уперше прозвучав у шевченківські дні 1868 року.
Одночасно з Миколою Лисенком написав музику до «Заповіту» й галицький композитор Михайло Вербицький, проте художній рівень його композиції був нижчий. Текст «Заповіту» в нього співає тенор, а хор підхоплює тільки одну прикінцеву строфу — «Поховайте та вставайте…». Широкого розповсюдження праця не здобула.
Із 1868 року хорові колективи виконували цю революційно-національну пісню в дуже урочистій обстановці. Кожного разу під час співу зал вставав.
Ця традиція — слухати спів «Заповіту» стоячи — поширилася на всю Україну.
1870 року з'явилася нова, цілком оригінальна мелодія «Заповіту», яка швидко поширилася по всій Україні і незабаром стала популярною народною піснею. Написав її полтавський учитель музики Гордій Гладкий. Самодіяльний хор, що збирався в домі композитора, став першим виконавцем цієї музичної версії «Заповіту». Її авторові вдалося створити хорову мелодію величезної переконливої сили. У ній вражаюче поєднуються народний гнів до гнобителів і глибока любов до рідної України, заклик до боротьби за волю, за народне щастя і елементи ніжної лірики, яка характеризує українську природу. У музиці вдало відтворено узагальнений образ українського народу.
Незабаром Гордій Гладкий довідався, що його «Заповіт» уже співають полтавські семінаристи, студенти Харківського університету й мешканці Києва. Ця музична версія дуже сподобалася Миколі Лисенку. Він зробив кілька незначних поправок, і пісня полинула у великий світ. Вона переходила від покоління до покоління як дорогоцінний скарб, як велике духовне надбання українського народу. Цей «Заповіт» співаємо ми і сьогодні.
1909 року в Полтаві Григорій Маркевич вперше надрукував ноти до «Заповіту». Весь прибуток від цього видання мав піти у фонд пам'ятника Шевченку в Києві. З цензурних міркувань прізвище автора замінили ініціалом «Г.», який у наступних виданнях не фігурував. Мелодію тривалий час вважали народною. Хорові обробки її здійснили Яків Степовий, Кирило Стеценко, Порфирій Демуцький, Олександр Александров, Олександр Спендіаров та інші.
На текст «Заповіту» написано й музичні твори великих форм: кантати Василя Барвінського (1918), Станіслава Людкевича (1934, друга редакція — 1955), Бориса Лятошинського (1939), Левка Ревуцького (1939), симфонічна поема Рейнгольда Глієра (1939), хоровий диптих Валентина Сильвестрова (1995), заключна частина симфонії-реквієму Богдани Фроляк «Праведная душе» (2014) тощо.
Мелодію Гладкого до «Заповіту» стала основою вокально-симфонічної картини Дмитра Кабалевського, що супроводжувала сцену похорону Василя Боженка в кіноепопеї «Щорс» Олександра Довженка.
Вірменський композитор Вааг Араратян створив солоспів на текст «Заповіту» (1938). Грузинський композитор Анатолій Баскаков 1954 року написав музику до «Заповіту». У 1985 році сільський учитель Сапар Ділмурадов (колгосп імені Куйбишева Йолотанського району Марийської області) поклав на музику белуджський текст цього вірша. У 1939 році Сергій Прокоф'єв використав російський переклад «Заповіту» в опері «Семен Котко», написавши на нього власну музику. За сюжетом опери Заповіт співають селяни у зв'язку із знешкодженням гайдамаками двох більшовицьких бойовиків, поплічників головного героя опери. Загалом налічується понад 60 музичних інтерпретацій «Заповіту».

## Переклади «Заповіту»
Перший переклад «Заповіту» здійснив 1862 року польською мовою Антоні Гожалчинський. 1868 року вірш переклав сербською Владимир Николич. У 1869-му вийшов російський переклад Миколи Гербеля.
Сприяли поширенню «Заповіту» за межами України й українські поети. У 1882-му Іван Франко зробив німецький переклад, а Сильвестр Калинець, громадянин Бразилії, 1936 року переклав «Заповіт», як і низку інших поезій Кобзаря, португальською мовою.
Заповіт, зокрема, переклали:
- Білоруською мовою — Змітрок Бядуля, Янка Купала;
- Польською мовою — Єжи Єнджеєвич;
- Угорською мовою — Йожеф Вальдапфель.

1964 року видавництво «Наукова думка» опублікувало книжку «„Заповіт“ Тараса Шевченка мовами народів світу». Її друге видання вийшло у 1989-му.

## Альтернативні тлумачення

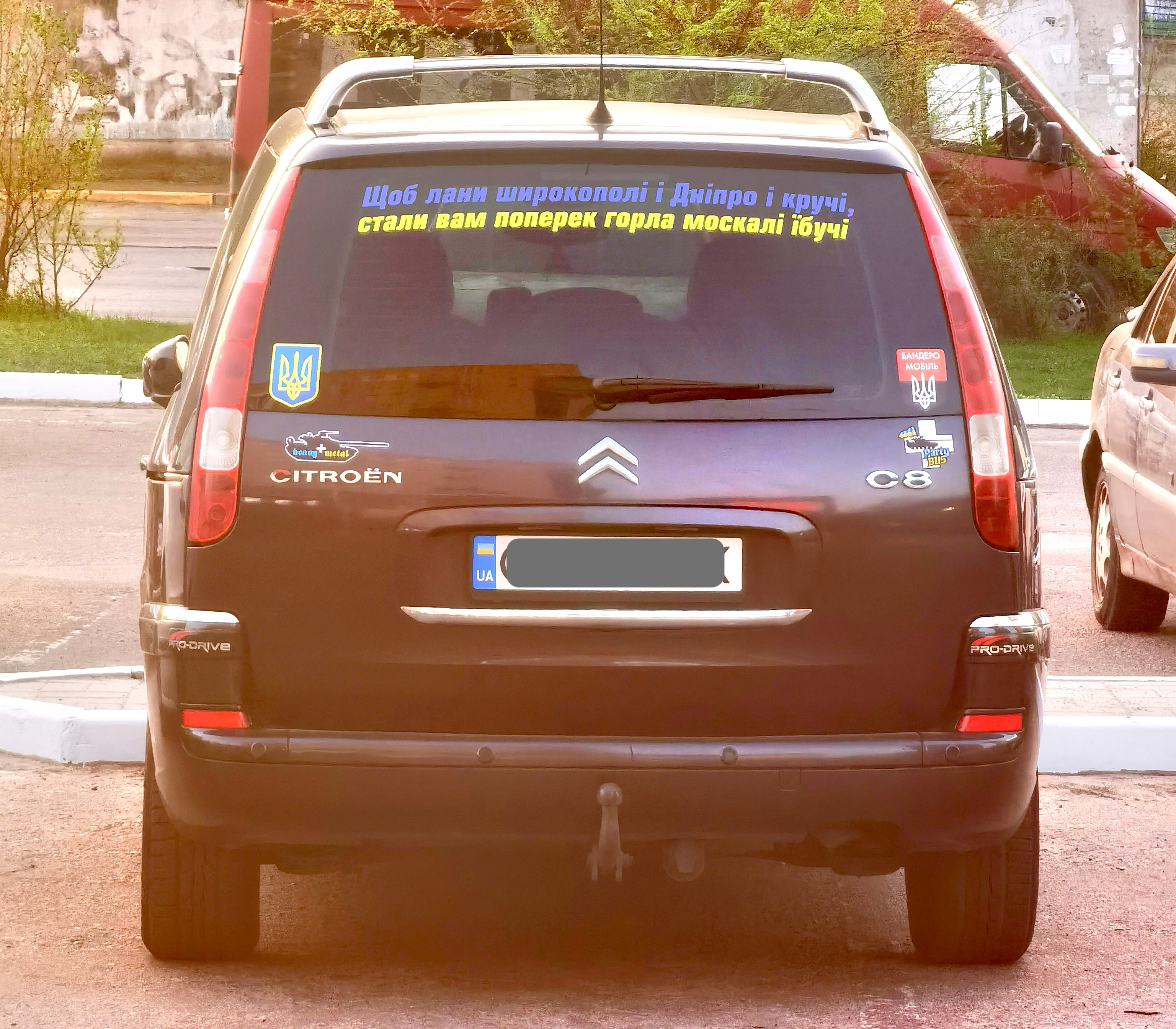
Ремейк "Заповіту" на склі машини. Дніпро.

Письменник і публіцист Петро Ребро припускає, що у своєму «Заповіті» Тарас Шевченко змальовує пейзаж неподалік від Хортиці й саме тут просить поховати його згодом. Окрім згадки про Дніпро, кручі (якими можна назвати скелі острова над річкою) наводиться, що у першій публікації твору в «Кобзарі» в рядках «Було видно, було чути, / Як реве ревучий» Ревучий зазначається з великої літери. Одну з таких назв мав Ненаситець — нині затоплений поріг на Дніпрі, що за переказами був чутний за 15-20 кілометрів.
Теорію Петра Ребра підтримала письменниця Оксана Забужко. Про це вона розповіла в одному з випусків літературної програми «ЛітПроСвіт».

## Виноски
1. ↑  «Заповіт» на pisni.org.ua
2. ↑  колишній будинок Андрія Козачковського, згодом Історичний музей у Переяславі-Хмельницькому
3. ↑  «Тарас Шевченко: „Заповіт“ мовами народів світу» / Упор. Б. Хоменко. — К., 1989, с. 202
4. ↑  Прокоф'єв. Заповіт з опери «Семен Котко»
5. ↑  Заповіт // Українська радянська енциклопедія : у 12 т. / гол. ред. М. П. Бажан ; редкол.: О. К. Антонов та ін. — 2-ге вид. — К. : Головна редакція УРЕ, 1979. — Т. 4 : Електрод — Кантаридин. — 558, [2] с., [34] арк. іл. : іл., портр., карти + 1 арк с., с. 201
6. ↑  «Тарас Шевченко: „Заповіт“ мовами народів світу» / Упор. Б. Хоменко. — К., 1989
7. ↑  Ребро П. «Т. Шевченко і Запоріжжя: доповіді, статті, вірші, хроніка». Кн.2 / П. П. Ребро. — Запоріжжя: «Байда», 2007. — 120 с.
8. ↑  «Оксана Забужко про заповіт Шевченка», програма «ЛітПроСвіт», 2017 р.